# Esquadrão N.º 10 da RAAF

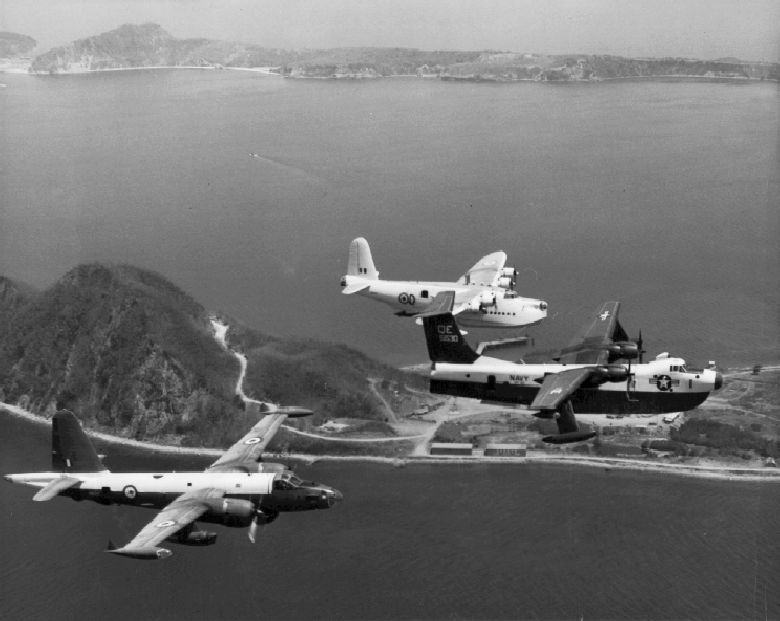
Aeronaves do Esquadrão Nº 10, em 1963.

O Esquadrão N.º 10 da RAAF é um esquadrão da Real Força Aérea Australiana (RAAF) responsável por patrulha marítima, com base em Edinburgh, no Sul da Austrália. É subordinado da Asa N.º 92. O esquadrão foi formado no dia 1 de Julho de 1939, em Point Cook, e lutou na Segunda Guerra Mundial, realizando missões de guerra anti-submarina e de patrulha marítima, até ser extinto em 1945. Depois de ser re-criado em 1949, prestou serviço pela Austrália na intervenção australiana em Timor-Leste e foi destacado para participar na Guerra contra o Terror no Médio Oriente.